# Laino
Laino är en ort och kommun i provinsen Como i regionen Lombardiet i Italien. Kommunen hade 525 invånare (2018).